# Jacek Kacprzak
Jacek Kacprzak (Bialobrzegi, 23 dicembre 1970) è un allenatore di calcio ed ex calciatore polacco, di ruolo centrocampista.

## Carriera
Iniziò la sua carriera da calciatore all'età di 16 anni nella squadra della sua città, il Pilica Bialobrzegi. Nel 1987 approdò nel Radomiak Radom, squadra della città di Radom. Nell'estate 1991 giunse al Legia Varsavia debuttandovi il 27 luglio nella partita casalinga contro l'Hutnik Nowa Huta di Cracovia. In questa stagione in campionato segnò 3 gol in 32 apparizioni, classificandosi al 10º posto. Nell'annata seguente la squadra concluse il campionato al 2º posto, con il suo contributo di 2 gol in 26 presenze. Nel 1993 si trasferì al Polonia Varsavia, successivamente nel 1994 fece ritorno nel Legia Varsavia per rimanervi fino al 1998. Nella stagione 1994-1995 vinse il campionato, la Coppa nazionale e la Supercoppa. Da campione di Polonia, disputò la UEFA Champions League 1995-1996. Nelle annate 1995-1996 e 1996-1997 la squadra si piazzò entrambe le volte al 2º posto. Nel 1996-1997 vinse la Coppa di Polonia qualificandosi per la Coppa delle Coppe 1997-1998 venendo eliminato da un sorprendente Vicenza. Proprio contro la squadra italiana, Jacek Kacprzak riuscì a segnare una rete nei sedicesimi di ritorno.
Nel 1998 arrivò in Grecia giocando nella stessa stagione, dapprima al Larissa e poi al Panetolikos. Nel 1999 si trasferì in Olanda all'Aarhus e subito dopo ritornò in terra nazionale giocando nel Dyskobolia. Terminò le sue ultime stagioni da calciatore nelle due squadre con cui crebbe calcisticamente e che lo lanciarono nel grande calcio, appendendo le scarpe al chiodo nel 2012. Nella Ekstraklasa, la massima serie polacca, Jacek Kacprzak ha collezionato 208 presenze e 23 reti.

## Palmarès

### Competizioni nazionali
- Campionato polacco: 1

Legia Varsavia:1994-1995
- Coppa di Polonia: 2

Legia Varsavia:1995, 1997
- Supercoppa di Polonia: 2

Legia Varsavia:1994, 1997

### Altri piazzamenti
- Campionato polacco:

Legia Varsavia: Secondo posto: 1992-1993, 1995-1996, 1996-1997
- Supercoppa di Polonia:

Legia Varsavia: Finalista: 1995